# Oberlandesgericht Bromberg
Das Oberlandesgericht Bromberg war von 1834 bis 1849 ein preußisches Oberlandesgericht mit Sitz in Bromberg.

## Geschichte
Nach der Restrukturierung des Staatsterritoriums 1815 sollte jeder Regierungsbezirk zugleich das Departement (= Zuständigkeitsbereich) eines Oberlandesgerichts bilden. Das Oberlandesgericht Posen war aber zunächst für die ganze Provinz Posen zuständig. Mit Verordnung vom 16. Juni 1834 wurde das Oberlandesgericht Bromberg geschaffen. Danach war das Oberlandesgericht Posen nur noch für den Regierungsbezirk Posen zuständig, das neue Oberlandesgericht Bromberg für den Regierungsbezirk Bromberg.
Nach der Märzrevolution wurden die Patrimonialgerichte abgeschafft und die Oberlandesgerichte durch Appellationsgerichte ersetzt. In Bromberg entstand 1849 so das Appellationsgericht Bromberg.

## Untergerichte
Die nachgeordneten Gerichte wurden einheitlich als Land- und Stadtgerichte organisiert. Je Landkreis wurde ein Gericht gebildet. Diese neun Land- und Stadtgerichte waren:
| Land- und Stadtgericht              | Sitz         | Landkreis        | Anmerkungen                             |
| ----------------------------------- | ------------ | ---------------- | --------------------------------------- |
| Land- und Stadtgericht Bromberg     | Bromberg     | Kreis Bromberg   |                                         |
| Land- und Stadtgericht Schneidemühl | Schneidemühl | Kreis Chodziesen |                                         |
| Land- und Stadtgericht Schönlanke   | Schönlanke   | Kreis Czarnikau  | mit einer Gerichtskommission in Filehne |
| Land- und Stadtgericht Gnesen       | Gnesen       | Kreis Gnesen     |                                         |
| Land- und Stadtgericht Inowraclaw   | Inowraclaw   | Kreis Inowraclaw |                                         |
| Land- und Stadtgericht Trzemeszno   | Trzemeszno   | Kreis Mogilno    |                                         |
| Land- und Stadtgericht Schubin      | Schubin      | Kreis Schubin    |                                         |
| Land- und Stadtgericht Lobsens      | Lobsens      | Kreis Wirsitz    |                                         |
| Land- und Stadtgericht Wongrowiec   | Wongrowiec   | Kreis Wongrowiec |                                         |

## Organisation
Am Gericht waren im Jahr 1837 folgendes Personal beschäftigt:
- 1 Präsidenten
- 5 Räte
- 3 Assessoren
- 13 Subalterne
- 5 Unterbeamte

Bei allen Gerichten im Oberlandesbezirk zusammen waren 554 Justizbeamte beschäftigt.